# Meitetsu Tokoname-Linie
| Triebzug der Baureihe 2000 auf der Tokoname-Linie |                           |                                  |                                  |
| Streckenlänge: | 29,3 km                   |                                  |                                  |
| Spurweite: | 1067 mm (Kapspur)         |                                  |                                  |
| Stromsystem: | 1500 V =                  |                                  |                                  |
| Streckengeschwindigkeit: | 120 km/h                  |                                  |                                  |
| Zweigleisigkeit: | ganze Strecke             |                                  |                                  |
| |                           |                                  |                                  |
| Gesellschaft: | Meitetsu (Nagoya Tetsudō) |                                  |                                  |
| \| \| \| Meitetsu Nagoya-Hauptlinie \| 1917– \| \| \| \| Tōkaidō-Hauptlinie \| 1886– \| \| \| 0,0 \| Jingū-mae (神宮前) \| 1913– \| \| \| \| \| \| \| \| 0,5 \| Akihabamae (秋葉前) 1912–1919 \| Akihabamae (秋葉前) 1912–1919 \| \| \| \| Meitetsu Nagoya-Hauptlinie 1917– \| \| \| \| \| \| \| \| \| 1,0 \| Denma-chō (傳馬町) \| 1912–1946 \| \| \| \| \| \| \| \| \| Shinhori-kawa \| \| \| \| 1,4 \| Toyodahommachi (豊田本町) \| 1957– \| \| \| \| Tōkaidō-Shinkansen \| 1964– \| \| \| \| Nanpō-Güterlinie \| \| \| \| 2,4 \| Dōtoku (道徳) \| 1912– \| \| \| 3,2 0,0* \| Yamasakigawa (山崎川) \| 1946–1972 \| \| \| 0,4* \| Yamasakigawa \| 1932–1946 \| \| \| \| Yamasaki-gawa \| \| \| \| \| \| \| \| \| 3,8 \| Ōe (大江) \| 1924– \| \| \| \| Meitetsu Chikkō-Linie \| 1924– \| \| \| \| Nagoya Rinkai Tetsudō \| 1965– \| \| \| 4,6 \| Ōe \| 1919–1924 \| \| \| 4,8 \| Ōe \| 1917–1919 \| \| \| 5,3 \| Daidōchō (大同町) \| 1940– \| \| \| 6,1 \| Shibata (柴田) \| 1912– \| \| \| \| Tenpaku-gawa \| \| \| \| 7,5 \| Nawa (名和) \| 1912– \| \| \| \| Isewangan-Autobahn \| \| \| \| 9,7 \| Shūrakuen (聚楽園) \| 1917– \| \| \| 10,6 \| Shin-Nittetsu-mae (新日鉄前) \| 1912– \| \| \| 11,7 \| Ōtagawa \| –1922 \| \| \| \| Ōta-gawa \| \| \| \| \| \| \| \| \| 12,3 \| Ōtagawa (太田川) \| 1912– \| \| \| \| Depot Ōtagawa \| \| \| \| \| Meitetsu Kōwa-Linie \| \| \| \| 13,1 \| Botan’en (牡丹園) \| –1922 \| \| \| 13,7 \| Owari-Yokosuka (尾張横須賀) \| 1912– \| \| \| 15,1 \| Teramoto (寺本) \| 1912– \| \| \| 16,4 \| Asakura (朝倉) \| 1923– \| \| \| 17,3 \| Komi (古見) \| 1912– \| \| \| \| Ausweiche Nagaura \| 1912–1924 \| \| \| 18,7 \| Nagaura (長浦) \| 1930– \| \| \| 21,0 \| Hinaga (日長) \| 1912– \| \| \| 22,5 \| Shin-Maiko (新舞子) \| 1912– \| \| \| 24,1 \| Ōnomachi (大野町) \| 1912– \| \| \| 25,1 \| Nishinokuchi \| 1913–2004 \| \| \| 25,4 \| Nishinokuchi (西ノ口) \| 2004– \| \| \| 26,4 \| Kabaike (蒲池) \| 1913– \| \| \| 27,5 \| Enokido (榎戸) \| 1944– \| \| \| \| alte Strecke \| 1913–2012 \| \| \| 28,6 \| Taya (多屋) \| 2002– \| \| \| 28,6 \| Taya \| 1913–2002 \| \| \| \| Chitaōdan-Schnellstraße \| \| \| \| 29,3 \| Tokoname (常滑) \| 2002– \| \| \| 29,5 \| Tokoname \| 1913–2002 \| \| \| \| Meitetsu-Flughafenlinie \| 2005– \| |                           |                                  |                                  |
| |                           | Meitetsu Nagoya-Hauptlinie       | 1917–                            |
| Strecke von rechts · Strecke |                           | Tōkaidō-Hauptlinie               | 1886–                            |
| Kopfbahnhof Streckenanfang · Bahnhof | 0,0                       | Jingū-mae (神宮前)               | 1913–                            |
| Strecke von links (außer Betrieb) · Kreuzung links und geradeaus unten · Kreuzung rechts und geradeaus unten · Abzweig geradeaus und ehemals nach rechts |                           |                                  |                                  |
| Haltepunkt / Haltestelle (Strecke außer Betrieb) · Strecke · Strecke nach links und von halbrechts · Kreuzung geradeaus unten · Strecke quer | 0,5                       | Akihabamae (秋葉前) 1912–1919    | Akihabamae (秋葉前) 1912–1919    |
| Strecke · Abzweig ehemals geradeaus und von links · Strecke quer · Abzweig nach links und nach rechts |                           | Meitetsu Nagoya-Hauptlinie 1917– | Meitetsu Nagoya-Hauptlinie 1917– |
| Strecke nach links (außer Betrieb) · Kreuzung geradeaus oben · Strecke von rechts (außer Betrieb) |                           |                                  |                                  |
| Strecke · Haltepunkt / Haltestelle (Strecke außer Betrieb) | 1,0                       | Denma-chō (傳馬町)               | 1912–1946                        |
| Verschwenkung nach rechts (Strecke außer Betrieb) |                           |                                  |                                  |
| Brücke über Wasserlauf |                           | Shinhori-kawa                    | Shinhori-kawa                    |
| Haltepunkt / Haltestelle | 1,4                       | Toyodahommachi (豊田本町)        | 1957–                            |
| Kreuzung geradeaus unten |                           | Tōkaidō-Shinkansen               | 1964–                            |
| Kreuzung geradeaus unten (Querstrecke außer Betrieb) |                           | Nanpō-Güterlinie                 | Nanpō-Güterlinie                 |
| Haltepunkt / Haltestelle | 2,4                       | Dōtoku (道徳)                    | 1912–                            |
| ehemaliger Haltepunkt / Haltestelle | 3,2 0,0*                  | Yamasakigawa (山崎川)            | 1946–1972                        |
| Betriebsstelle Streckenanfang und quer (Strecke außer Betrieb) · Abzweig geradeaus und ehemals nach rechts | 0,4*                      | Yamasakigawa                     | 1932–1946                        |
| Brücke über Wasserlauf |                           | Yamasaki-gawa                    | Yamasaki-gawa                    |
| |                           |                                  |                                  |
| | 3,8                       | Ōe (大江)                        | 1924–                            |
| Strecke nach rechts · Strecke |                           | Meitetsu Chikkō-Linie            | 1924–                            |
| Kreuzung geradeaus unten |                           | Nagoya Rinkai Tetsudō            | 1965–                            |
| ehemaliger Haltepunkt / Haltestelle | 4,6                       | Ōe                               | 1919–1924                        |
| ehemaliger Haltepunkt / Haltestelle | 4,8                       | Ōe                               | 1917–1919                        |
| Haltepunkt / Haltestelle | 5,3                       | Daidōchō (大同町)                | 1940–                            |
| Haltepunkt / Haltestelle | 6,1                       | Shibata (柴田)                   | 1912–                            |
| Brücke über Wasserlauf |                           | Tenpaku-gawa                     | Tenpaku-gawa                     |
| Haltepunkt / Haltestelle | 7,5                       | Nawa (名和)                      | 1912–                            |
| Strecke mit Straßenbrücke |                           | Isewangan-Autobahn               | Isewangan-Autobahn               |
| Bahnhof | 9,7                       | Shūrakuen (聚楽園)               | 1917–                            |
| Haltepunkt / Haltestelle | 10,6                      | Shin-Nittetsu-mae (新日鉄前)     | 1912–                            |
| ehemaliger Haltepunkt / Haltestelle | 11,7                      | Ōtagawa                          | –1922                            |
| Brücke über Wasserlauf |                           | Ōta-gawa                         | Ōta-gawa                         |
| |                           |                                  |                                  |
| Strecke (außer Betrieb) · Bahnhof | 12,3                      | Ōtagawa (太田川)                 | 1912–                            |
| Betriebsstelle Streckenende (Strecke außer Betrieb) · Strecke |                           | Depot Ōtagawa                    | Depot Ōtagawa                    |
| Abzweig geradeaus und nach links |                           | Meitetsu Kōwa-Linie              | Meitetsu Kōwa-Linie              |
| ehemaliger Haltepunkt / Haltestelle | 13,1                      | Botan’en (牡丹園)                | –1922                            |
| Haltepunkt / Haltestelle | 13,7                      | Owari-Yokosuka (尾張横須賀)      | 1912–                            |
| Haltepunkt / Haltestelle | 15,1                      | Teramoto (寺本)                  | 1912–                            |
| Haltepunkt / Haltestelle | 16,4                      | Asakura (朝倉)                   | 1923–                            |
| Haltepunkt / Haltestelle | 17,3                      | Komi (古見)                      | 1912–                            |
| ehemalige Blockstelle |                           | Ausweiche Nagaura                | 1912–1924                        |
| Haltepunkt / Haltestelle | 18,7                      | Nagaura (長浦)                   | 1930–                            |
| Haltepunkt / Haltestelle | 21,0                      | Hinaga (日長)                    | 1912–                            |
| Haltepunkt / Haltestelle | 22,5                      | Shin-Maiko (新舞子)              | 1912–                            |
| Haltepunkt / Haltestelle | 24,1                      | Ōnomachi (大野町)                | 1912–                            |
| ehemaliger Bahnhof | 25,1                      | Nishinokuchi                     | 1913–2004                        |
| Bahnhof | 25,4                      | Nishinokuchi (西ノ口)            | 2004–                            |
| Haltepunkt / Haltestelle | 26,4                      | Kabaike (蒲池)                   | 1913–                            |
| Haltepunkt / Haltestelle | 27,5                      | Enokido (榎戸)                   | 1944–                            |
| |                           | alte Strecke                     | 1913–2012                        |
| Haltepunkt / Haltestelle · Strecke (außer Betrieb) | 28,6                      | Taya (多屋)                      | 2002–                            |
| Strecke · Haltepunkt / Haltestelle (Strecke außer Betrieb) | 28,6                      | Taya                             | 1913–2002                        |
| Brücke · Strecke (außer Betrieb) |                           | Chitaōdan-Schnellstraße          | Chitaōdan-Schnellstraße          |
| Bahnhof · Strecke (außer Betrieb) | 29,3                      | Tokoname (常滑)                  | 2002–                            |
| Strecke · Kopfbahnhof Streckenende (Strecke außer Betrieb) | 29,5                      | Tokoname                         | 1913–2002                        |
| |                           | Meitetsu-Flughafenlinie          | 2005–                            |

Die Meitetsu Tokoname-Linie (jap. 名鉄常滑線, Meitetsu Tokoname-sen) ist eine Eisenbahnstrecke auf der japanischen Insel Honshū, die von der Bahngesellschaft Meitetsu (Nagoya Tetsudō) betrieben wird. In der Präfektur Aichi verläuft sie entlang der Westküste der Chita-Halbinsel und verbindet dabei Nagoya mit Tokoname und – über die daran anschließende Meitetsu-Flughafenlinie – mit dem Flughafen Chūbu.

## Streckenbeschreibung
Die 29,3 km lange Strecke ist in Kapspur (1067 mm) verlegt und mit 1500 V Gleichspannung elektrifiziert. Ihr nördlicher Ausgangspunkt ist der Bahnhof Jingū-mae, wo sie von der Meitetsu Nagoya-Hauptlinie abzweigt. In südlicher Richtung verlaufend, überbrückt sie den Fluss Shinhori, führt unter der Trasse der Tōkaidō-Shinkansen hindurch und quert auch den Yamasaki. Im Bahnhof Ōe, der auch eine Abstellanlage umfasst, zweigt die kurze Meitetsu Chikkō-Linie nach Westen ab. Nach der Überbrückung des Tenpaku wendet sich die Strecke allmählich nach Südwesten und passiert dabei weitläufige Industriegebiete (darunter ein Stahlwerk von Nippon Steel). Im Bahnhof Ōtagawa zweigt nach Südosten die Meitetsu Kōwa-Linie ab. Die Meitetsu Tokoname-Linie wiederum passiert die Aichi-Ölraffinerie, ehe sie zur Küste der Ise-Bucht gelangt und wieder eine südliche Richtung einschlägt. Auf einem Viadukt, der kurz vor Taya beginnt, erreicht sie die nominelle Endstation Tokoname, wo sie in die Meitetsu-Flughafenlinie übergeht.

## Bilder

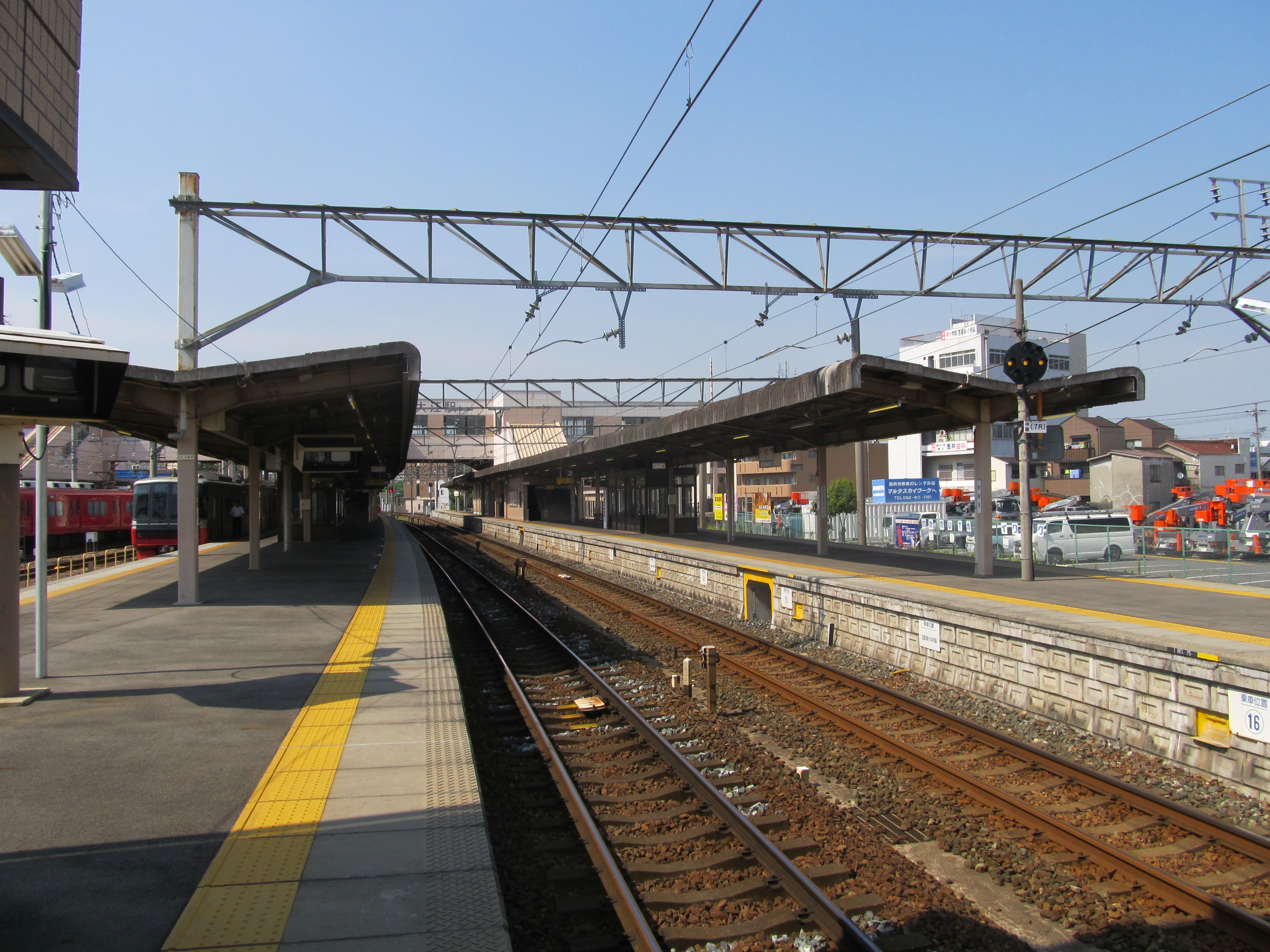
Bahnhof Ōe
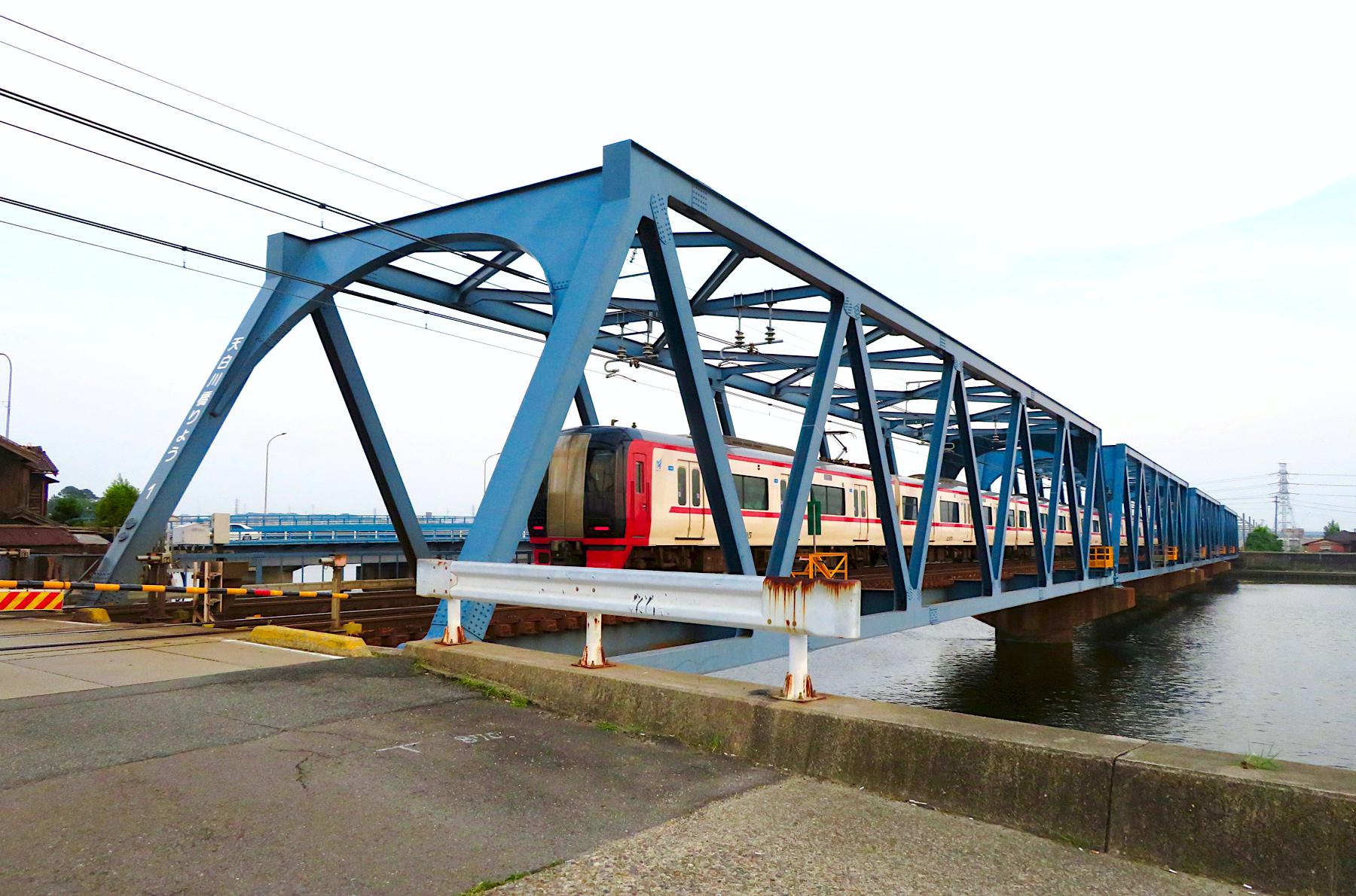
Brücke über den Tenpaku
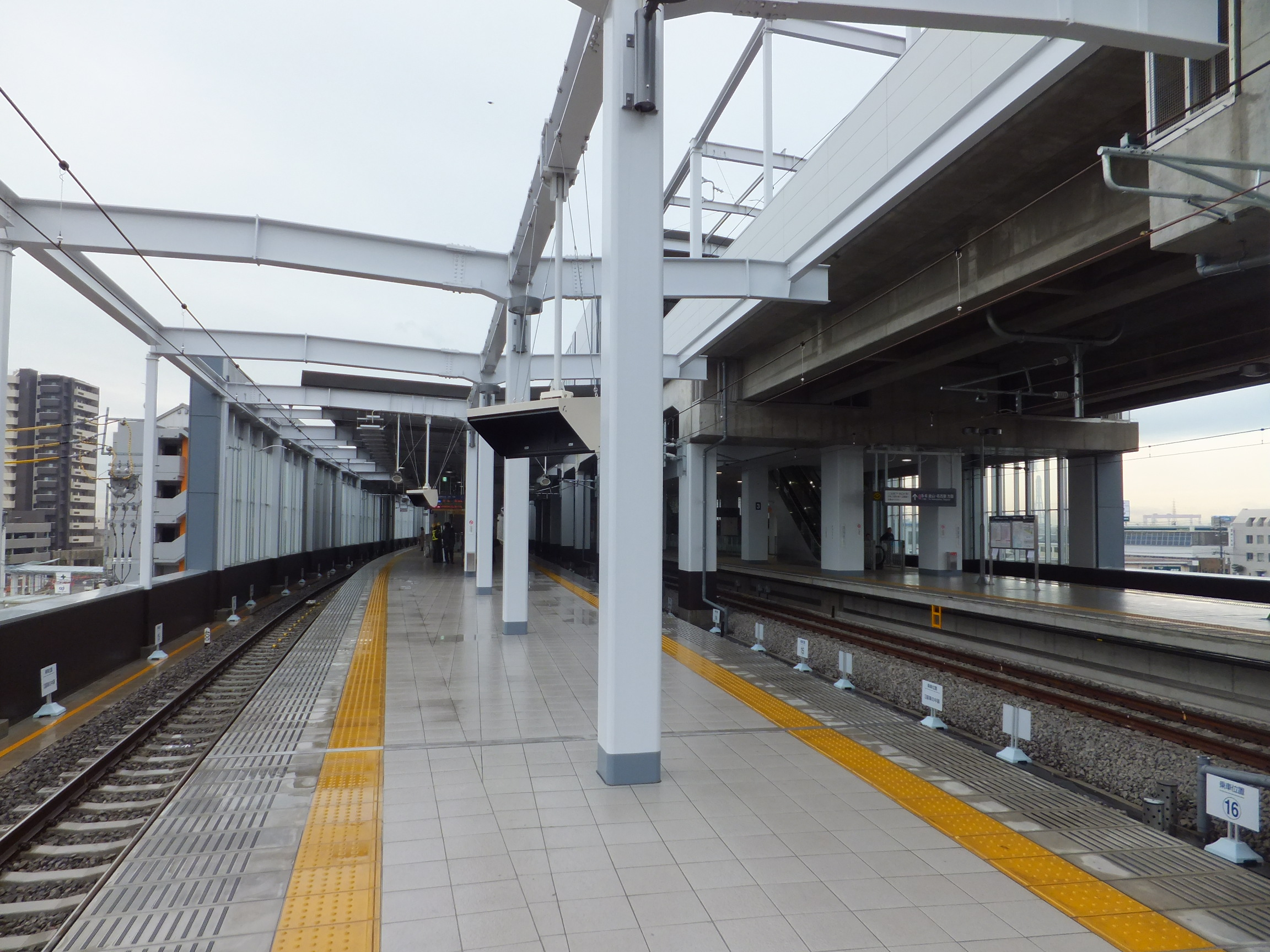
Bahnhof Ōtagawa
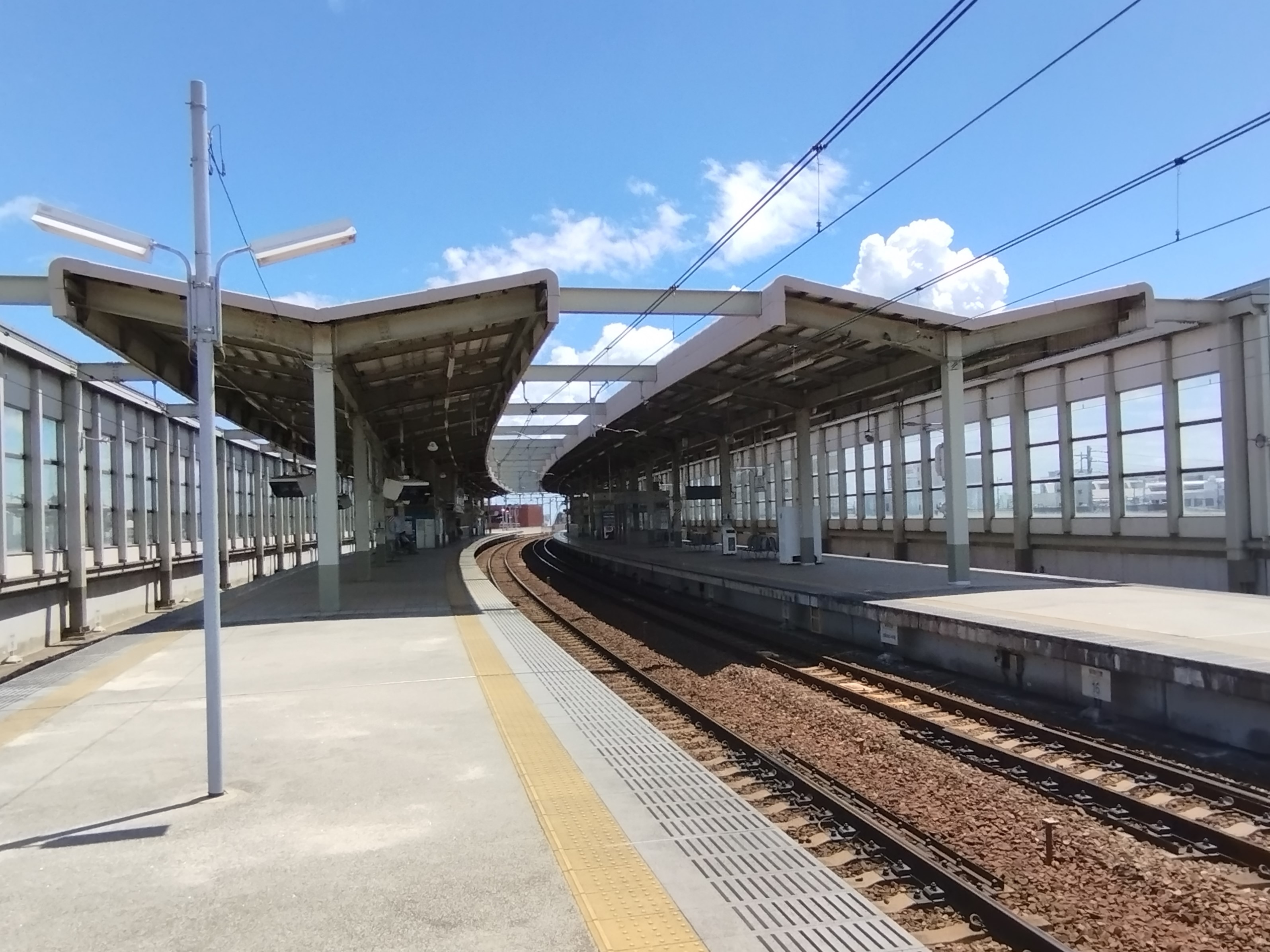
Bahnhof Tokoname

## Zugangebot
Der Fahrplan der Meitetsu Tokoname-Linie ist in jenen der Meitetsu Nagoya-Hauptlinie und der Meitetsu-Flughafenlinie integriert, was umsteigefreie Verbindungen zwischen dem Flughafen Chūbu und dem zentral in der Innenstadt von Nagoya gelegenen Bahnhof Meitetsu Nagoya ermöglicht. Zwischen diesen Destinationen, den beiden wichtigsten in der Präfektur Aichi, verkehren die schnellsten Züge mit einer Durchschnittsgeschwindigkeit von 84 km/h, was einer Fahrzeit von 28 Minuten entspricht. Außerdem ermöglicht der nördliche Abschnitt zwischen Jingū-mae und Ōtagawa weitere umsteigefreie Verbindungen von der Innenstadt zur Meitetsu Kōwa-Linie und in den südlichen Teil der Chita-Halbinsel. Insgesamt werden im besonders stark befahrenen nördlichen Teil der Strecke je Richtung tagsüber stündlich 14 Zugverbindungen angeboten, im südlichen Teil acht.
Von besonderer Bedeutung sind die µSky-Schnellzüge, die im 30-Minuten-Takt von Meitetsu Nagoya zum Chūbu-Flughafenbahnhof verkehren, ausschließlich aus Erstklasswagen zusammengesetzt sind und unterwegs nur in Kanayama und Jingū-mae halten. Ebenfalls halbstündlich verkehren Eilzüge der Zuggattungen Semi Express und Limited Express auf derselben Relation, legen aber mehr Zwischenhalte ein. Im Halbstundentakt verkehren zudem Express-Eilzüge und weitere Limited Express via Ōtagawa weiter auf der Meitetsu Kōwa-Linie nach Kōwa. Der Lokalverkehr mit Halt an allen Zwischenbahnhöfen ist zweigeteilt: Vier Züge stündlich fahren von Kanayama über Ōtagawa nach Chita Handa, zwei weitere zwischen Ōtagawa und Tokoname (frühmorgens und spätabends von und zum Flughafen).

## Geschichte
Die im November 1910 gegründete Bahngesellschaft Aichi Denki Tetsudō (Aiden) strebte danach, die bedeutende Hafenstadt Nagoya mit der südlichen gelegenen Chita-Halbinsel zu verbinden. Zu diesem Zweck plante sie eine elektrische Bahnstrecke entlang der Westküste. Den ersten Abschnitt zwischen Denma-chō und Ōnomachi nahm sie am 18. Februar 1912 in Betrieb. Am 1. August desselben Jahres verlängerte sie die Strecke nordwärts von Denma-chō nach Akihabamae und am 29. März 1913 von Ōnomachi zur südlichen Endstadion Tokoname. Ihre nördliche Endstation erreichte sie am 31. August 1913 mit der Verlängerung von Akihabamae nach Jingū-mae.

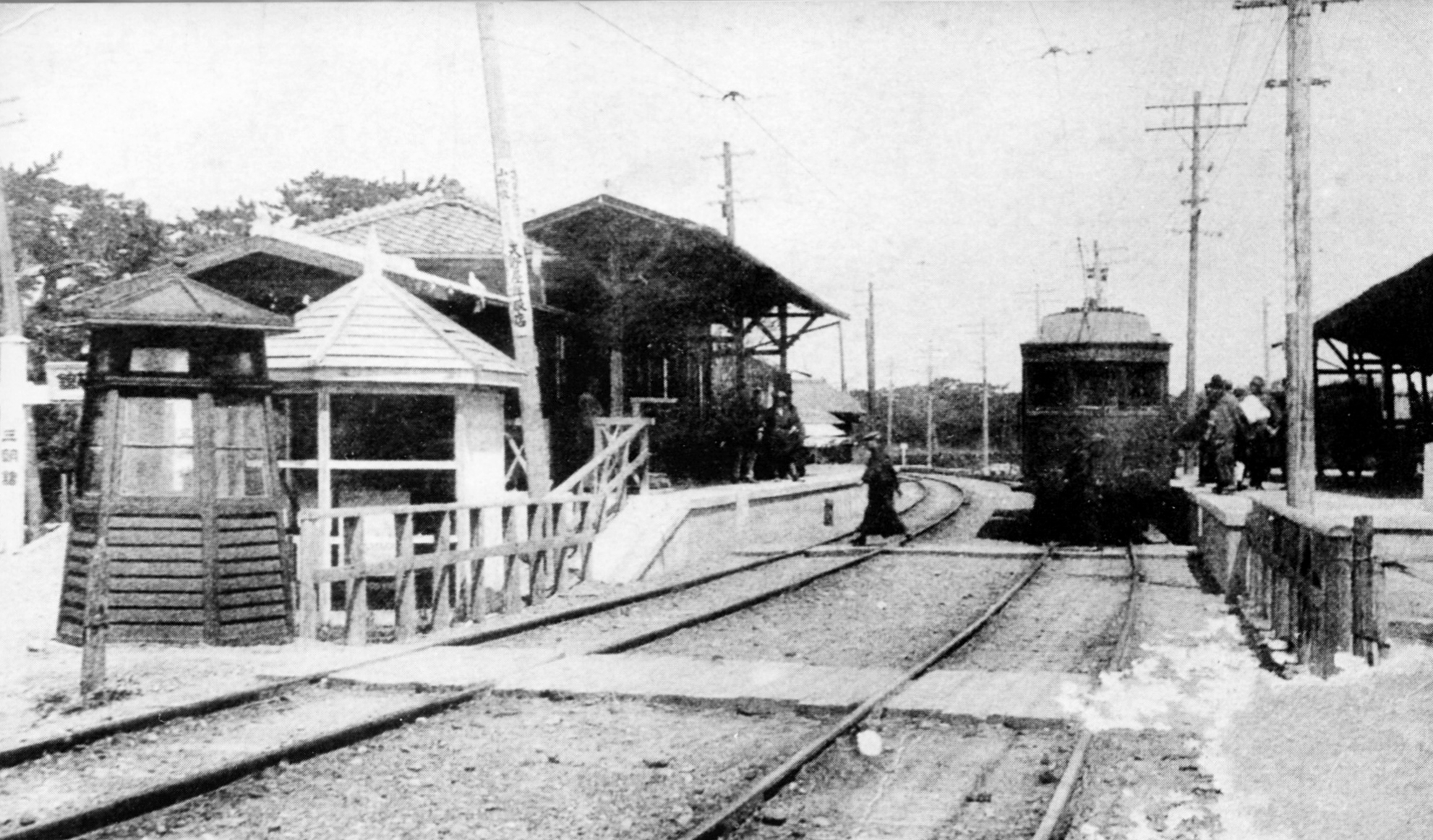
Bahnhof Shin-Maiko (1919)

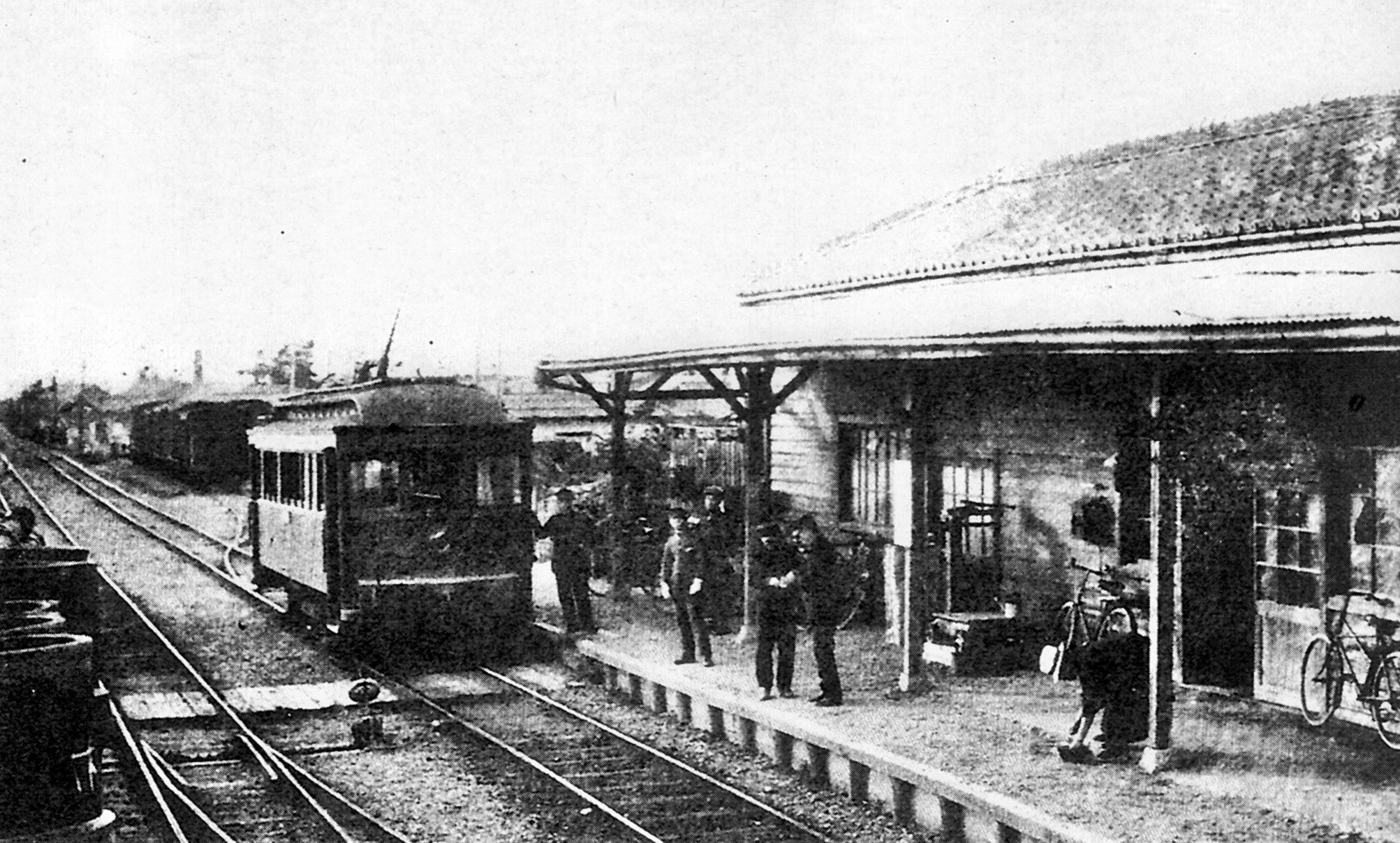
Bahnhof Tokoname (ca. 1920)

Damals war die Strecke auf ihrer gesamten Länge eingleisig. Der Teilausbau auf Doppelspur erfolgte in mehreren Etappen. Den Anfang machte der Abschnitt Komi–Ōnomachi am 4. Oktober 1920. Es folgten Owari-Yokosuka–Komi am 31. Dezember 1920, Shin-Nittetsu-mae–Owari-Yokosuka am 14. August 1921, Nawa–Shin-Nittetsu-mae am 29. September 1923, Denma-chō–Shibata am 27. März 1924 und Shibata–Nawa am 19. Juni 1925. Somit war nun die gesamte mittlere Teilstrecke zwischen Denma-chō und Ōnomachi zweigleisig befahrbar. Am 18. Januar 1929 erhöhte die Aiden die Oberleitungsspannung von 600 auf 1500 V Gleichstrom. Außerdem eröffnete sie am 15. Oktober 1932 bei Yamasakigawa eine rund 400 m lange, dem Güterverkehr vorbehaltene Zweigstrecke. 1935 fusionierten die Aiden und die Meigi Tetsudō zur Meitetsu.
Aufgrund der eingeschränkten Kapazität des Viadukts unmittelbar vor der Endstation Jingū-mae baute die Aiden während des Pazifikkriegs dort einen zusätzlichen Kopfbahnhof mitsamt einer neuen zweigleisigen Trasse, die nicht die parallel verlaufenden Staatsbahngleise überquerte, und nahm sie am 10. Juli 1942 in Betrieb. Amerikanische Luftangriffe richteten am 17. Mai 1945 erhebliche Schäden an mehreren Bahnhöfen an, die aber nach einigen Monaten beseitigt werden konnten. 1946 wurde die Yamagasaki-Güterzweiglinie stillgelegt. Der Fahrplanwechsel vom 10. Juli 1950 ermöglichte die Einführung der ersten Direktverbindungen von und zur Meitetsu Nagoya-Hauptlinie.
Der Taifun Vera, der am 26. September 1959 auf die Küste traf und über 5000 Todesopfer forderte, richtete auch an der Tokoname-Linie schwere Schäden an, weshalb der Betrieb mehrere Tage lang ruhte. Ab 1. Oktober ging die Strecke abschnittsweise in Betrieb, doch erst am 15. November war sie wieder durchgehend befahrbar. Besonders schwer betroffen war der Abschnitt zwischen Shibata und Shūrakuen, wo die Sturmflut die Trasse unterspült hatte. Hier verlegte man provisorisch ein Gleis dem Strand entlang, auf dem die Züge bis zum Abfließen des Meerwassers verkehrten. Am 16. Dezember 1962 nahm die Meitetsu bei Jingū-mae einen neuen zweigleisigen Viadukt in Betrieb. Der westliche Kopfbahnhof diente bis zum 2. September 1965 dem Güterverkehr, worauf er an die damals eröffnete Nagoya Rinkai Tetsudō übertragen wurde; für den Personenverkehr blieb er bis zum 25. März 1963 in Betrieb.
Nach einer Unterbrechung von zwei Jahrzehnten nahm die Meitetsu den zweigleisigen Ausbau wieder auf. Am 31. März 1963 reichte die Doppelspur über Ōnomachi hinaus nach Nishinokuchi, am 27. Februar 1964 bis Taya und am 12. Mai 1972 bis Tokoname. Nach dem Abschluss dieses Projekts begann die Meitetsu im Jahr 1978, mehrere ebenerdige Abschnitte auf Viadukte zu verlegen. Auf diese Weise konnten besonders stark befahrene Bahnübergänge aufgehoben werden. Das wichtigste dieser Teilprojekte betraf den Abschnitt zwischen Enokido und Tokoname. Er musste am 26. Januar 2002 stillgelegt werden und vorübergehend einem Schienenersatzverkehr weichen, um die in Bau befindliche Meitetsu-Flughafenlinie anschließen zu können. Seit deren Eröffnung am 29. Januar 2005 verkehren fast alle Züge der Tokoname-LInie weiter bis zum Chūbu-Flughafenbahnhof.

## Liste der Bahnhöfe
Ky = Kyūkō (Express); Kk = Kaisoku kyūkō (Semi Express); Tk = Tokkyū (Limited Express); µ = µSky 

● = alle Züge halten; ◇ = Sonderhaltestelle 

↓K = Durchbindung zur Meitetsu Kōwa-Linie
| Name                                          | Name                         | km   | Ky | Kk | Tk | µ | Anschlusslinien       | Lage   | Ort               |
| --------------------------------------------- | ---------------------------- | ---- | -- | -- | -- | - | --------------------- | ------ | ----------------- |
| ↑ Durchbindung zur Meitetsu Nagoya-Hauptlinie |                              |      |    |    |    |   |                       |        |                   |
| NH33                                          | Jingū-mae (神宮前)           | 00,0 | ●  | ●  | ●  | ● | Tōkaidō-Hauptlinie    | Koord. | Atsuta-ku, Nagoya |
| TA01                                          | Toyodahommachi (豊田本町)    | 01,4 | ǀ  | ǀ  | ǀ  | ǀ |                       | Koord. | Minami-ku, Nagoya |
| TA02                                          | Dōtoku (大江)                | 02,4 | ǀ  | ǀ  | ǀ  | ǀ |                       | Koord. | Minami-ku, Nagoya |
| TA03                                          | Ōe (大江)                    | 03,8 | ●  | ◇  | ǀ  | ǀ | Meitetsu Chikkō-Linie | Koord. | Minami-ku, Nagoya |
| TA04                                          | Daidōchō (大同町)            | 05,3 | ◇  | ǀ  | ǀ  | ǀ |                       | Koord. | Minami-ku, Nagoya |
| TA05                                          | Shibata (柴田)               | 06,1 | ǀ  | ǀ  | ǀ  | ǀ |                       | Koord. | Minami-ku, Nagoya |
| TA06                                          | Nawa (名和)                  | 07,5 | ǀ  | ǀ  | ǀ  | ǀ |                       | Koord. | Tōkai             |
| TA07                                          | Shūrakuen (聚楽園)           | 09,7 | ◇  | ◇  | ǀ  | ǀ |                       | Koord. | Tōkai             |
| TA08                                          | Shin-Nittetsu-mae (新日鉄前) | 10,6 | ǀ  | ǀ  | ǀ  | ǀ |                       | Koord. | Tōkai             |
| TA09                                          | Ōtagawa (太田川)             | 12,3 | ●  | ●  | ●  | ◇ | Meitetsu Kōwa-Linie   | Koord. | Tōkai             |
| TA10                                          | Owari-Yokosuka (尾張横須賀)  | 13,7 | ↓K | ●  | ●  | ◇ |                       | Koord. | Tōkai             |
| TA11                                          | Teramoto (寺本)              | 15,1 |    | ǀ  | ǀ  | ǀ |                       | Koord. | Chita             |
| TA12                                          | Asakura (朝倉)               | 16,4 |    | ●  | ●  | ◇ |                       | Koord. | Chita             |
| TA13                                          | Komi (古見)                  | 17,3 |    | ǀ  | ǀ  | ǀ |                       | Koord. | Chita             |
| TA14                                          | Nagaura (長浦)               | 18,7 |    | ǀ  | ǀ  | ǀ |                       | Koord. | Chita             |
| TA15                                          | Hinaga (日長)                | 21,0 |    | ǀ  | ǀ  | ǀ |                       | Koord. | Chita             |
| TA16                                          | Shin-Maiko (新舞子)          | 22,5 |    | ●  | ●  | ◇ |                       | Koord. | Chita             |
| TA17                                          | Ōnomachi (大野町)            | 24,1 |    | ǀ  | ǀ  | ǀ |                       | Koord. | Tokoname          |
| TA18                                          | Nishinokuchi (西ノ口)        | 25,4 |    | ǀ  | ǀ  | ǀ |                       | Koord. | Tokoname          |
| TA19                                          | Kabaike (蒲池)               | 26,4 |    | ǀ  | ǀ  | ǀ |                       | Koord. | Tokoname          |
| TA20                                          | Enokido (榎戸)               | 27,5 |    | ǀ  | ǀ  | ǀ |                       | Koord. | Tokoname          |
| TA21                                          | Taya (多屋)                  | 28,6 |    | ǀ  | ǀ  | ǀ |                       | Koord. | Tokoname          |
| TA22                                          | Tokoname (常滑)              | 29,3 |    | ●  | ●  | ◇ |                       | Koord. | Tokoname          |
| ↓ Durchbindung zur Meitetsu-Flughafenlinie    |                              |      |    |    |    |   |                       |        |                   |